# Furacão Epsilon (2020)
O furacão Epsilon foi uma poderosa tempestade que afetou as Bermudas e partes da América do Norte e da Europa Ocidental. O vigésimo sétimo ciclone tropical ou subtropical, a vigésima sexta tempestade nomeada, o décimo furacão e o quarto grande furacão da extremamente ativa temporada de furacões do Atlântico de 2020, Epsilon teve uma origem não tropical, desenvolvendo-se a partir de uma baixa de nível superior na costa leste dos Estados Unidos em 13 de outubro. A baixa se organizou gradualmente, tornando-se a Depressão Tropical Vinte e Sete em 19 de outubro e, seis horas depois, a Tempestade Tropical Epsilon. A tempestade executou um loop no sentido anti-horário antes de virar para o oeste, enquanto se fortalecia. Em 20 de outubro, o Epsilon começou a sofrer uma rápida intensificação, tornando-se um furacão de categoria 1 no dia seguinte, antes de atingir o pico como um grande furacão de categoria 3 em 22 de outubro, com ventos sustentados de no máximo 1 minuto de 115 mph (185 km/ h) e uma pressão central mínima de 953 mbar (28.1 inHg). Isso fez do Epsilon o grande furacão mais oriental no final do ano, bem como o furacão mais forte de final de temporada no nordeste do Atlântico e o caso mais rápido registado de um ciclone tropical passando por rápida intensificação naquele extremo nordeste naquele final da temporada de furacões. Posteriormente, o Epsilon começou a enfraquecer, à medida que o sistema se voltava para o norte, com a tempestade caindo para a intensidade da Categoria 1 no final daquele dia. Epsilon manteve sua intensidade enquanto se movia para o norte, passando para o leste das Bermudas. Em 24 de outubro, Epsilon virou para nordeste e gradualmente acelerou, antes de enfraquecer em uma tempestade tropical no dia seguinte. Em 26 de outubro, o Epsilon fez a transição para um ciclone extratropical, antes de ser absorvido por outra tempestade extratropical maior no mesmo dia.
Epsilon trouxe condições de tempestade tropical para as Bermudas ao passar para o leste da ilha. A tempestade trouxe grandes ondas para partes do Caribe e da costa leste dos Estados Unidos. Os remanescentes de Epsilon mais tarde trouxeram mau tempo para as Ilhas Britânicas. Os resquícios da tempestade também produziram uma das maiores ondas de outubro já registadas na Nazaré. Epsilon causou uma morte na Flórida, quando um homem de 27 anos se afogou nas correntes marítimas produzidas pela Epsilon. Os danos gerais da tempestade foram pequenos.

## História meteorológica
O furacão Epsilon teve origens não tropicais, desenvolvendo-se a partir de uma depressão de nível superior associada a uma baixa baroclínica fraca que emergiu na costa leste dos Estados Unidos em 13 de outubro. Como a baixa primária continuou a se mover em direção ao nordeste, uma frente fria se moveu para o leste no Oceano Atlântico central pelos próximos dias, antes de degenerar em um vale superficial bem a leste das Bermudas, depois de ter estagnado desde 15 de outubro. Por volta dessa época, o National Hurricane Center (NHC) observou pela primeira vez a possibilidade de um amplo sistema não tropical de baixa pressão se formar vários dias depois, identificando a chance de que o distúrbio pudesse gradualmente se organizar e realizar a ciclogênese tropical. O fluxo sinóptico a montante começou a aumentar à medida que um cume expansivo de nível superior foi construído através do Atlântico noroeste, a oeste do vale original de nível superior. Este padrão meteorológico fez com que a depressão de nível superior fosse cortada enquanto dobrava sob a crista. Em 16 de outubro, a atividade convectiva começou a aumentar e se tornou mais bem organizada à medida que a baixa de corte interagia com a característica degradante. Com o fortalecimento do fluxo ciclônico de baixo nível, uma baixa de superfície não tropical se formou abaixo da baixa de nível superior de corte às 12:00 UTC do mesmo dia.
Mais tarde naquele dia, os dados de vento do satélite descreveram uma circulação mais bem definida, enquanto a atividade convectiva continuou a se organizar na baixa de nível superior. Ao longo dos próximos dias, a baixa da superfície continuou a permanecer sobreposta abaixo da baixa do nível superior, enquanto serpenteava lentamente para o sul, em direção ao equador de uma crista de camada profunda semelhante a um bloco ômega no Atlântico norte. Apenas uma convecção mínima foi produzida pela superfície baixa, devido ao ar seco associado à baixa de nível superior proibindo muita atividade convectiva. Enquanto se movia para o sul, o distúrbio encontrou temperaturas mais quentes da superfície do mar, de cerca de 27 ° C (80 ° F), causando o florescimento e o aprofundamento da convecção. No entanto, o centro de circulação permaneceu um tanto alongado. A atividade convectiva começou a degradar o fluxo ciclônico seco da baixa de nível superior, auxiliando a transição tropical do sistema conforme seu campo de vento se contraiu e o fluxo ciclônico de nível superior se intensificou. Às 6:00 UTC do dia 19 de outubro, uma grande explosão de convecção profunda desenvolveu-se a leste da superfície baixa, fazendo com que o centro se tornasse mais suficientemente organizado, levando o NHC a atualizar a perturbação para a Depressão Tropical Vinte e Sete. O NHC também observou que a depressão parecia mais tropical do que subtropical, devido ao seu pequeno raio de ventos, apesar de sofrer uma formação semelhante à dos ciclones subtropicais.

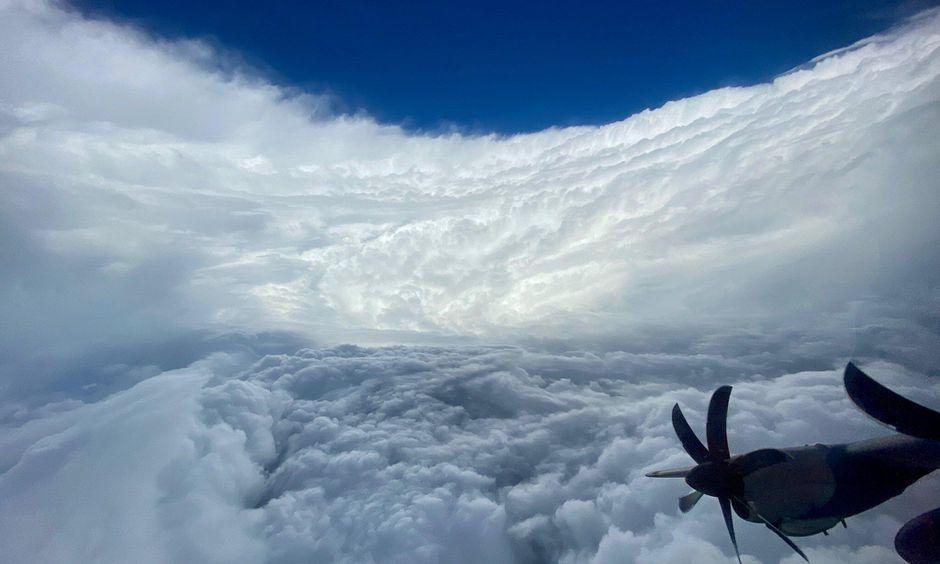
Caçadores de furacões da Força Aérea dentro do olho do efeito estádio do furacão Epsilon em 21 de outubro

Apenas seis horas depois, a depressão tornou-se uma tempestade tropical e recebeu o nome de Epsilon. O nome Epsilon vem das listas de nomes de backup do alfabeto grego para o NHC, que foi usado apenas por duas temporadas, sendo a outra em 2005. Apesar do centro da tempestade ter ficado exposto, as bandas convectivas nas partes norte e leste do sistema melhoraram. Isso fez com que o sistema parecesse ter uma estrutura do tipo híbrido. Dentro de uma área de cisalhamento do vento vertical moderado e temperaturas quentes da superfície do mar, ocorreu um fortalecimento adicional. Mais tarde, naquele mesmo dia, um novo aglomerado convectivo próximo ao centro devolveu Epsilon a uma aparência mais tropical. Embora os dados do ASCAT representem um raio de vento assimétrico, com ventos fortes se estendendo para o norte por 230 milhas (370 km) do centro. No início de 20 de outubro, imagens de vapor d'água mostraram Epsilon interagindo com uma frente fria em dissipação ao norte e um vale de nível superior com título negativo vindo do sul. Por volta dessa época, uma fenda seca se formou na porção leste da tempestade, enfraquecendo as bandas convectivas. O padrão de nuvens de Epsilon começou a se assemelhar a uma baixa extratropical ocluída, com uma característica tropical interna evidente. O sistema começou a se mover para o norte e depois para o noroeste, fazendo um loop sobre o Atlântico Central, devido à sua menor circulação interagindo com seu fluxo ciclônico de nível superior. Mais tarde naquele dia, o sistema começou a ser afetado pelo cisalhamento do vento vertical sudoeste devido ao vale de nível superior a sudoeste, permanecendo com uma estrutura do tipo híbrido. Embora no final do mesmo dia, o cisalhamento do vento acalmou e o ar seco foi misturado para fora do ciclone, permitindo que sua estrutura melhorasse com uma convecção profunda envolvendo o centro, conforme um pequeno nublado central denso (CDO) tornou-se visível nas imagens de satélite. Mesmo enquanto lutava contra o cisalhamento do vento de camada profunda de fraco a moderado e um pouco de ar seco de nível médio, uma característica semelhante a um olho começou a se tornar evidente em imagens visíveis e de micro-ondas, dando ao Epsilon uma estrutura mais tropical. Por volta dessa época, Epsilon passou por um período de rápida intensificação, com ventos aumentando em 80 km/h (50 mph) em um período de 24 horas. Às 3:00 UTC do dia seguinte, o NHC transformou a forte tempestade tropical em um furacão enquanto ela estava localizada a cerca de 545 milhas (880 km) a leste-sudeste das Bermudas. Embora os lados leste e sul da parede do olho fossem bastante estreitos, já que Epsilon mudou para oeste-noroeste devido a uma crista troposférica ao norte do ciclone. No entanto, apenas algumas horas depois, imagens de microondas mostraram uma parede do olho fechada com convecção profunda envolvendo o centro, com um olho de 15 milhas (25 km) visível. Por volta dessa época, o Epsilon mudou brevemente para o oeste antes de retornar ao seu movimento normal para o noroeste. Às 18:00 UTC do mesmo dia, a Reserva de Furacão Hunters da Força Aérea investigou o ciclone, encontrando ventos de nível de vôo e de superfície de cerca de 180 km/h (110 mph), marcando sua intensificação em um furacão de categoria 2 de alto nível. A aeronave Hurricane Hunters também descobriu um olho de efeito estádio.

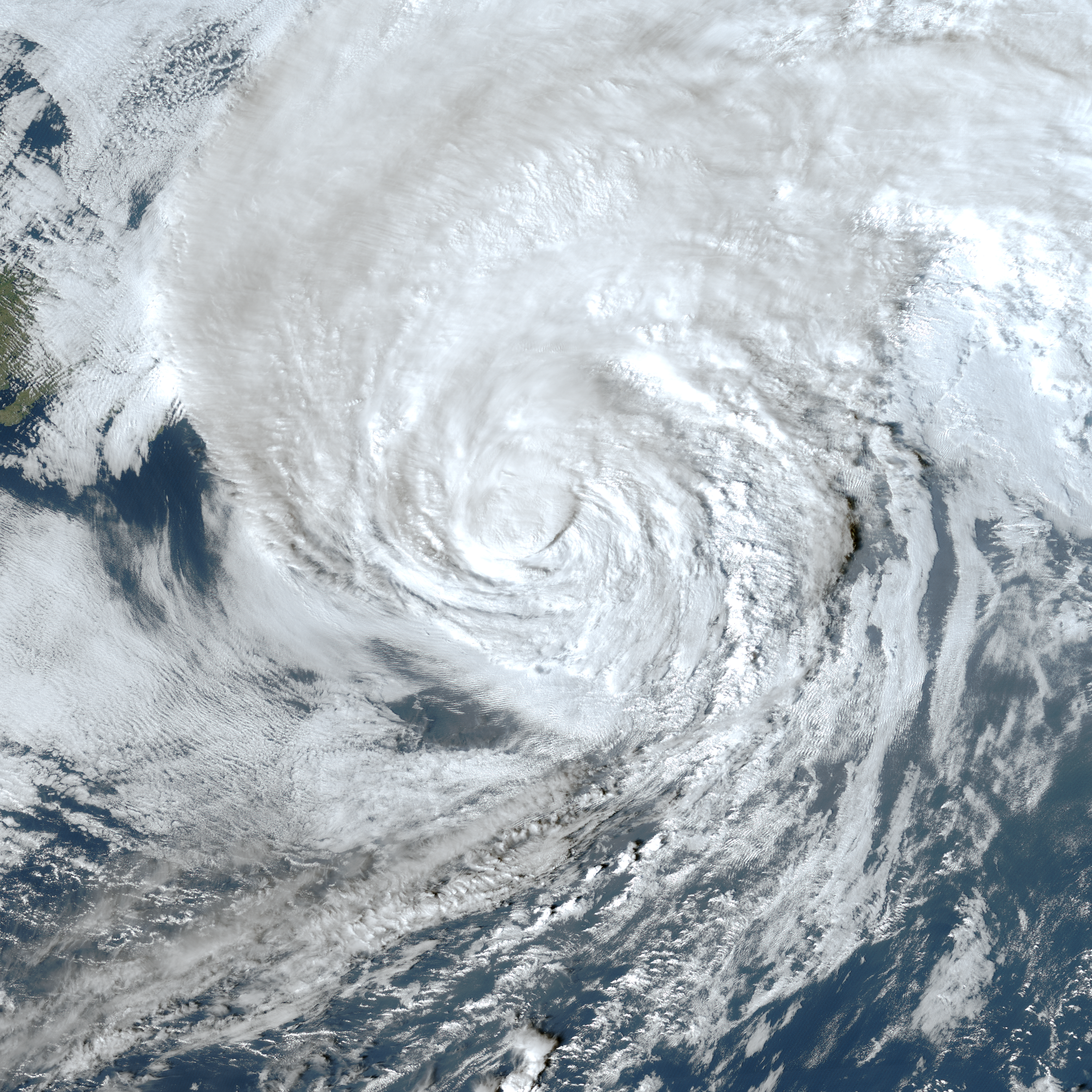
Furacão Epsilon como uma tempestade tropical enfraquecida ao sul do Atlântico Canadá em 25 de outubro

Apenas três horas depois, o Epsilon atingiu o status de grande furacão enquanto exibia uma apresentação de satélite bem organizada. Um olho quente bem definido era evidente com convecção de parede do olho fechada e temperaturas de topo de nuvem em torno de -76 ° F (-60 ° C). A atualização para um furacão de categoria 3 tornou o Epsilon o furacão principal mais oriental neste final do ano, bem como o furacão principal de final de temporada mais forte no Atlântico nordeste, e a taxa de intensificação rápida mais rápida de um ciclone tropical tão distante a nordeste neste final de ano na temporada de furacões. Às 0:00 UTC do dia 22 de outubro, o Epsilon atingiu seu pico de intensidade com ventos sustentados de 1 minuto de cerca de 185 km/h (115 mph) e uma pressão mínima de cerca de 952 mbar (28,11 inHg ). Enquanto isso, o pequeno e bem definido núcleo interno do furacão estava localizado em um ambiente de umidade profunda, protegendo-o do ar seco associado a uma calha de nível superior envolvendo três quartos do caminho em torno do furacão. Pouco depois, o Epsilon começou a se degradar devido a uma intrusão de ar seco, pois seu olho começou a ficar mal definido e cheio de nuvens, enquanto a parede do olho ocidental erodiu, rebaixando-o a um furacão de categoria 2. O enfraquecimento se seguiu ao longo do dia, degradando ainda mais o Epsilon a um furacão mínimo de categoria 1, mantendo essa intensidade por cerca de 48 horas. Embora, o olho ficou brevemente melhor definido, antes de ficar mal definido novamente apenas algumas horas depois. Enquanto isso, o CDO ficou desorganizado com uma ampla faixa externa envolvendo a porção oeste da tempestade. No entanto, o fluxo de saída de nível superior foi bem definido na parte norte do furacão. Por volta dessa época, a Epsilon fez sua abordagem mais próxima às Bermudas, passando a apenas 190 milhas (305 km) a leste da ilha. Às 15:00 UTC do dia 23 de outubro, um pequeno olho retornou às imagens de microondas geoestacionárias e de órbita polar, juntamente com o aumento de bandas curvas bem definidas. As paredes do olho concêntricas começaram a se desenvolver dentro de Epsilon, enquanto a metade norte de seu campo de vento se expandia.

## Preparações e impacto

### Bermudas

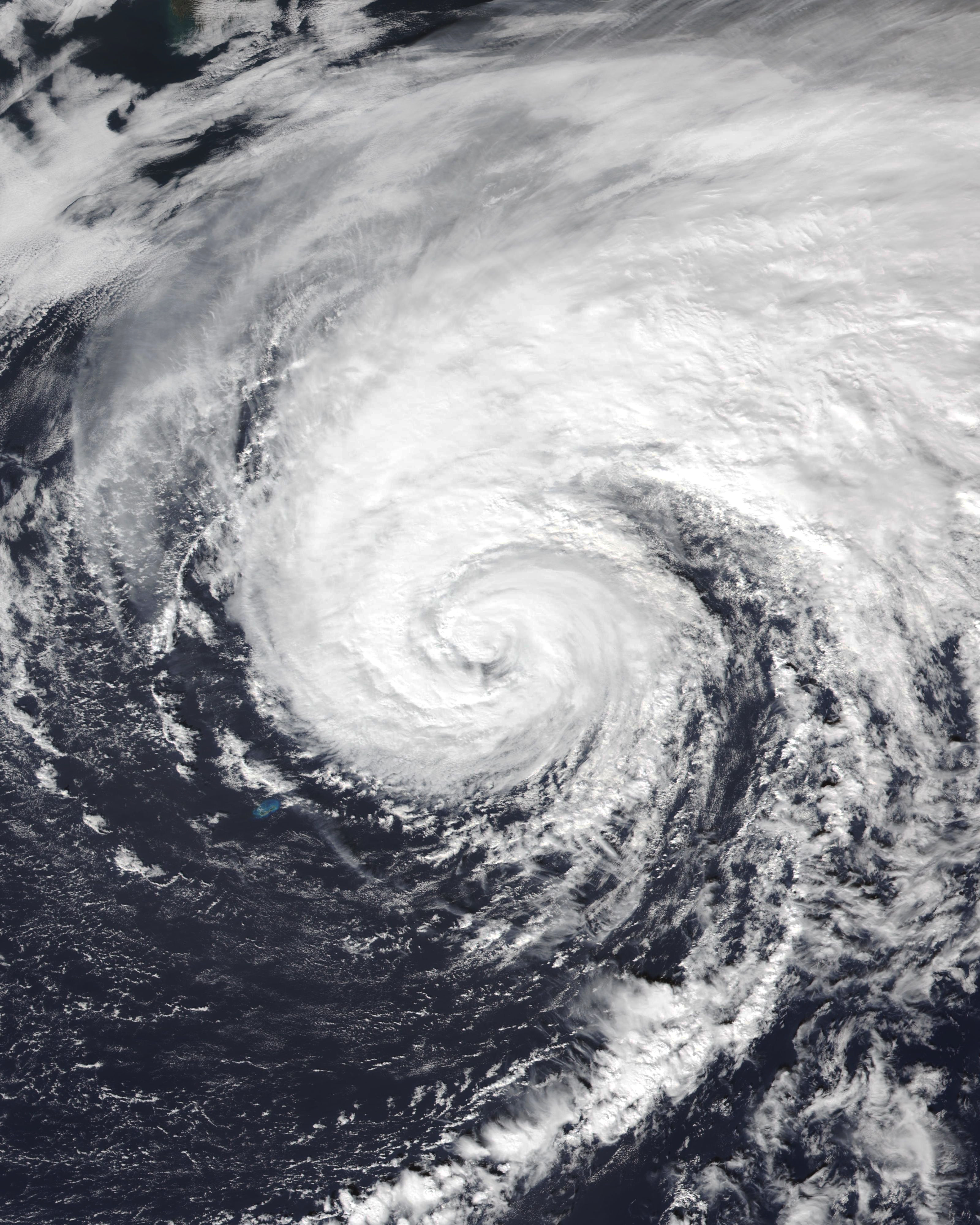
Epsilon como um furacão enfraquecido de categoria 1 em 23 de outubro, com as Bermudas visíveis logo a sudoeste da tempestade

O grande campo de vento de Epsilon levou à emissão de um alerta de tempestade tropical para as Bermudas às 15:00 UTC em 20 de outubro, que mais tarde foi atualizado para um aviso 24 horas mais tarde. Como o furacão começou a se afastar das Bermudas em 23 de outubro, o aviso de tempestade tropical foi cancelado. Apesar do Serviço Meteorológico das Bermudas não prever ventos com força de furacão para impactar a ilha, o governo das Bermudas aconselhou os residentes a se prepararem para quedas de energia e verificar seus suprimentos de emergência. Embora nenhuma interrupção de transporte tenha sido prevista, os motociclistas foram avisados para serem cautelosos com fortes rajadas de vento. Avisos de surfe perigoso foram publicados nas praias voltadas para o sul, com os residentes instados a ficar fora da água. O início da World Tens Series teve que ser adiado de 24 de outubro para o dia seguinte, para evitar o mau tempo de Epsilon.
Entre 22 e 23 de outubro, a Epsilon passou apenas 190 milhas (305 km) a leste das Bermudas. Vários locais da ilha relataram ventos com força de tempestade tropical devido ao grande campo de vento do furacão. Os ventos sustentados atingiram um pico de cerca de 79 km/h (49 mph) com a maior rajada de vento medida a 97 km/h (60 mph), que foi registada no Centro de Operações Marítimas, a uma altitude de cerca de 290 pés (88,3 mm). Ventos com força de tempestade tropical também foram relatados em Pearl Island e The Crescent, enquanto uma rajada de vento de 61 km/h (38 mph) foi registada no Aeroporto Internacional LF Wade. Apenas pequenos danos causados pelo vento ocorreram na ilha, enquanto a maioria das árvores fracas e galhos de árvores já haviam sido derrubados pelos furacões Paulette e Teddy anteriores. As faixas externas da tempestade apenas trouxeram chuvas esparsas para as Bermudas, com um pico de precipitação de 0,42 polegadas (10,66 mm) relatado no Aeroporto Internacional LF Wade. O Epsilon produziu ondas perigosas ao longo da costa das Bermudas, forçando os salva-vidas em Horseshoe Bay a interromper brevemente os serviços. Em St. George's, um vídeo feito por Bernews mostrou ondas quebrando em pequenos quebra- mares. As fotos também mostraram lagoas nas calçadas e estradas próximas. No geral, os danos nas Bermudas foram menores, comparados ao impacto das ventos fortes de inverno na ilha.

### Estados Unidos e Ilhas Britânicas

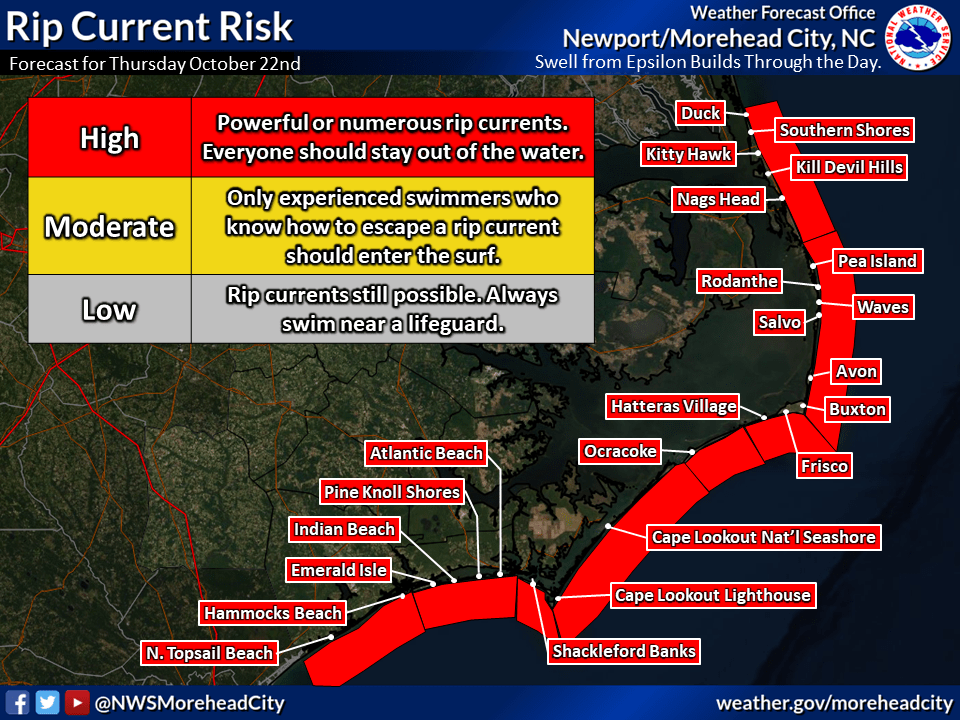
Uma previsão de risco atual para a costa da Carolina do Norte produzida pelo Serviço Nacional de Meteorologia como resultado do furacão Epsilon em 22 de outubro

O Epsilon produziu grandes ondas e correntes de ar das Ilhas Virgens e Porto Rico, em direção ao norte por toda a costa leste dos Estados Unidos. Na ilha de Porto Rico, alertas de enchentes costeiras e correntes de fuga foram emitidos pelo Escritório do Serviço Meteorológico Nacional (NWS) em San Juan. Ondas grandes foram noticiadas na Veja Baja, conforme mostra vídeo postado no Twitter. As ondas altas também afetaram as vizinhas Ilhas Virgens. Em Daytona Beach, Flórida, uma morte direta ocorreu quando um homem de 27 anos se afogou nas correntes marítimas produzidas pela Epsilon. Na Carolina do Norte, uma bóia offshore perto de Diamond Shoals relatou um aumento no tamanho das ondas de 5 para 12 pés (1,52 para 3,65 m) durante a noite entre 22-23 de outubro. Ao longo da costa da Carolina do Norte, avisos de corrente de rasgo foram postados de Outer Banks até o sul, até North Topsail Beach. O aumento das ondas e das correntes de ar também ameaçou os nadadores na Carolina do Sul, fazendo com que bandeiras vermelhas fossem levantadas em Myrtle Beach. Ondas de longo período que alcançaram alturas de 5–8 ft (1.5–2.4 m) afetou a costa de Nova Jersey, Long Island e Nova York. Ondas e correntes marítimas com risco de vida também afetaram a costa da Nova Inglaterra.
Os remanescentes de Epsilon, junto com uma frente ocluída por cauda, trouxeram clima severo para as Ilhas Britânicas. Com antecedência, o Met Éireann emitiu um alerta amarelo de chuva para os condados de Galway e Mayo. Enquanto isso, avisos de vento amarelo foram encomendados para os condados de Clare, Donegal, Galway, Kerry e Mayo. Outro alerta de vento amarelo foi colocado em vigor para Wexford, Cork e Waterford. O Met Office também emitiu avisos amarelos para partes do País de Gales e noroeste da Inglaterra. Advertências de chuva amarela também foram emitidas para partes do noroeste da Inglaterra, com a tempestade causando interrupções nos serviços de trem e ônibus e ameaçando inundações. Na Irlanda, os remanescentes de Epsilon causaram surtos de chuva e tempestades. Na Irlanda do Norte, grandes ondas de até 98 ft (30 m) em altura foram registadas por bóias offshore, enviando surfistas habilidosos às praias enquanto os espectadores assistiam às ondas quebrando na costa. No Reino Unido continental, chuvas torrenciais e rajadas de vento de até 110 km/h (70 mph) afetaram a região. Surfistas profissionais foram vistos enfrentando ondas de 6 metros na Cornualha. Enquanto isso, a Royal National Lifeboat Institution (RNLI) alertou os residentes sobre "ondas colossais" e "condições extremamente perigosas", aconselhando as pessoas a evitar nadar.

### Em outro lugar
As ondas fortes do furacão Epsilon atingiram as Ilhas Leeward, as Grandes Antilhas e o Arquipélago Lucayan. Enquanto enfraquecia, o Epsilon trouxe ondas de até 23 ft (7.0 m) até a costa do Canadá Atlântico. A húmidade da tempestade, junto com uma frente fria, também trouxe fortes ventos e chuvas para a região. Vento rajadas de até 60 km/h (37 mph) impactou a Península de Avalon durante a noite de 24 de outubro, onde a precipitação total de até 48 mm (1.9 in) foram registados. Em Portugal, os vestígios de Epsilon produziram uma das maiores ondas de Outubro já registadas na Nazaré.